# Tolpis farinulosa
Tolpis farinulosa là một loài thực vật có hoa trong họ Cúc. Loài này được (Webb) Walp. miêu tả khoa học đầu tiên.